# Ommata clavicornis
Ommata clavicornis är en skalbaggsart som beskrevs av Bates 1873. Ommata clavicornis ingår i släktet Ommata och familjen långhorningar.
Artens utbredningsområde är:
- Paraguay.
- Uruguay.

Inga underarter finns listade.